# Тенему
Тенему (также Тенем) — андрогинное божество древнеегипетской мифологии, ассоциировавшееся со мраком, исчезновением. Его женская ипостась — Тенемуит. Упоминается в Текстах Саркофагов.
По мнению польского археолога и египтолога Карола Мысливеца, эта пара богов изначально входила в гермопольскую Великую Восьмёрку (Огдоаду), но в дальнейшем, под влиянием фиванских жрецов, была вытеснена Амоном и Амаунет. Сходную позицию выражает почётный научный сотрудник Университетского колледжа Лондона Лючия Галин (англ. Lucia Gahlin): в её трактовке Тенему со своей женской ипостасью является частью Огдоады, прямо отождествляется с Амоном и тесно связан с Эннеадой.
В то же время почётный профессор Страсбургского университета, специалист по римскому и птолемеевскому периодам Египта Франсуаза Дюнан в совместном исследовании с профессором EPHE, египтологом Кристианом Зиви-Коши (фр. Christiane Zivie-Coche) отмечает, что установление прямых параллелей между четырьмя сущностями Огдоады и именами из Текстов Саркофагов некорректно, поскольку они имеют совершенно разный контекст и относятся к разным периодам египетской истории.
По некоторым другим источникам, Тенему и Тенемуит являлись отрицательными божествами и относились к пантеону Первозданного Хаоса (Исфет), которому противостояла Огдоада — олицетворение стихий, созидательных сил.